# Ichthyochytrium vulgare
Ichthyochytrium vulgare — вид грибів, що належить до монотипового роду  Ichthyochytrium.
Паразит прісноводних риб. Зазвичай він атакує зябра.